# ゲーム内部的態度
ゲーム内部的態度（英: lusory attitude）とは、ゲームに参加するプレイヤーが備えていることを要求される心理的態度のこと。ゲーム内部的態度を取る人とは、任意のゲームにおいて、参加者のプレイ経験を促進するために設定された恣意的な諸規則を受け入れる人のことである。
この述語は哲学者のバーナード・スーツが考案したもので、1978年に初版が発行された『キリギリスの哲学――ゲームプレイと理想の人生（The Grasshopper: Games, Life and Utopia）』で紹介されている。同書でスーツは、ゲームをするとは何をすることであるかを定義し、「不必要な障害物を乗り越えるためになされる自主的な試み」としている。より詳細な定義は次の通り。

ゲームをプレイすることは、ある特定の事態［前提的目標（prelusory goal）］を達成するために、定められたルールによって許可された手段［ゲーム内部的手段（lusory means）］のみを用いてなされる試みのことであって、そこでのルールとは非効率な手段［構成的規則（constitutive rules）］の代わりに効率的な手段を用いることを禁じるような規則を指す。そして、ルールが受け入れられるのは、そのルールがゲームを可能にするというただそれだけの理由による［ゲーム内部的態度（lusory attitude）］。